# Etrar
Inom organisk kemi är etrar ett samlingsnamn på ett antal föreningar med generell strukturformel
R–O–R'
där R och R' är kolvätegrupper. I narkosmedlet dietyleter, som vardagligen kallas eter, är både R och R' en etylgrupp, C2H5. Observera att om någon av kolatomerna närmast syret också har ett dubbelbundet syre, till exempel CH3COOCH3, är ämnet en ester, inte en eter.

## Reaktioner

### Syntes
1. 2 alkoholer → eter
  - Denna direkta reaktion är vanligtvis inte användbar. Det finns flera mildare sätt att tillverka etrar.
2. alkoxid + haloalkan → eter
  - Denna process omfattar behandling av en alkohol (R–OH) med stark bas för att bilda alkoxidjonen (R–O–), varefter man tillsätter ett alifatiskt kolväte med en lämplig lämnande grupp (R–L). Användbara lämnande grupper (L) är bland annat jod, brom och sulfonatestrar. Detta kallas för Williams etersyntes.
3. alken + alkohol (+ syra, som katalysator) → eter

## Fysikaliska egenskaper
Liksom estrar har etrar begränsad förmåga att bilda vätebindningar. De är i princip mer hydrofobiska än andra, analoga kondensationsprodukter (som estrar eller amider). De genomgår sällan hydrolys.
Etrar som har en CH-grupp bredvid syret bildar peroxider, som är mycket explosiva. På grund av detta och den låga flampunkten hos dietyleter, är ämnet en av riskfaktorerna i laboratorier.
Trots sin förhållandevis begränsade reaktivitet kan etrar fungera som Lewisbaser. Till exempel bildar dietyleter komplex med borföreningar, bland annat bortrifluorideterat, BF3:O(CH2CH3)2.

## Kronetrar

Strukturformel för en kroneter.

Ringformade etrar, även kallade kronetrar, används för att öka lösligheten av till exempel alkalimetallernas salter i organiska ämnen. Tanken är att syreatomerna, som har en svagt negativ laddning på grund av högre elektronegativitet än kolet, ska attrahera de positivt laddade alkalimetallernas joner så att de fastnar inuti ringen. Genom att välja ringens storlek (antal syre och antal kol) rätt så kan man välja ut en jon som ska gå i lösning – en given storlek är speciellt effektiv på att fånga litiumjoner, en annan på att fånga kaliumjoner. Detta är intressant eftersom många organiska föreningar har notoriskt svårt att lösa salter i vanliga fall. 
Därtill kan vissa färgämnen fås att binda till en kroneter på ett sådant sätt att det ändrar färg beroende på om kronetern binder någon jon. Resultatet är ett test på halten av en given alkalijon.

## Nomenklatur
Etrar kan namnges på två sätt enligt IUPAC-nomenklatur. Det första, som används för enkla etrar, räknar helt enkelt upp de två kolvätegrupperna i alfabetisk ordning följt av ordledet -eter. Sålunda är CH3-CH2-O-CH3 etylmetyleter.  När etern ingår i en mer komplex molekyl kallas den en alkoxigrupp, så -OCH3 skulle vara en "metoxigrupp".